# Chẹo thui Nam Bộ
Chẹo thui Nam Bộ hay mạ sưa nam, răng cưa nam, quắn hoa Nam Bộ, cơm vàng, mạ sưa Bắc Bộ, răng cưa bắc (danh pháp: Helicia cochinchinensis) là một loài thực vật có hoa trong họ Quắn hoa. Loài này được Lour. miêu tả khoa học đầu tiên năm 1790.